# Schaulager
Le Schaulager est un musée de Suisse.
Construit par le bureau d’architecture Herzog & de Meuron, il a ouvert ses portes en 2003 à Münchenstein près de Bâle. Il a principalement été conçu comme entrepôt offrant des conditions d’espace et d’atmosphère optimales aux œuvres d’art qu’il abrite. La collection de la Fondation Emanuel Hoffmann constitue la pièce maîtresse du Schaulager. Il s’agit d’un lieu à la fois musée public, entrepôt d’œuvres d’art et institut d’histoire de l’art. S'il s’adresse avant tout à un public spécialisé, les professionnels de l'art étant les seuls à pouvoir consulter les œuvres en permanence, le Schaulager ouvre tous les ans ses deux premiers niveaux au public, d'avril à octobre, et organise à l'occasion d'événements spéciaux des expositions temporaires.